# Uranoscopus polli
Uranoscopus polli és una espècie de peix pertanyent a la família dels uranoscòpids.

## Descripció
- Pot arribar a fer 35 cm de llargària màxima.[5][6]

## Alimentació
Menja principalment peixos.

## Hàbitat
És un peix marí, demersal i de clima tropical que viu entre 20 i 200 m de fondària (normalment, entre 20 i 50).

## Distribució geogràfica
Es troba a l'Atlàntic oriental: Angola, Cap Verd, el Gabon, Guinea, Guinea Bissau, Mauritània i São Tomé i Príncipe.

## Observacions
És inofensiu per als humans.